# Каминский, Витольд Болеславович
Витольд Болеславович Каминский (декабрь 1859 — апрель 1931, Буча, УССР) — украинский врач-гидропат (гидротерапевт) польского происхождения.

## Биография
В юности работал на телеграфе и мечтал о путешествиях. Но по требованию своей невесты должен отказаться от обучения в морском училище. Выпускник отделения физиотерапии Лейпцигского университета (немецкие медики — основоположники гидропатии). Вернувшись в Киев, открыл водолечебницу (в доме на нынешней улице Саксаганского, 20), которая пользовалась огромной популярностью. Есть свидетельства, что парализованные начинали ходить, слепые — прозревали. Последние 20 лет жизни провел в городке Буча под Киевом (ул. Малиновского, 87). После смерти рукописи его неизданных книг бесследно исчезли. Похоронен в Буче, на могиле установлен памятник.

## Изданные труды
- 1897 — Техника применения факторов естественного лечения (физиатрики) в домашнем их исполнении.
- 1906 — Энциклопедия гигиеничного лечения. Друг здравия.

## Научное наследие. Память
- В Германии «Друг здравия» признан одним из лучших учебников по водолечению.
- Японский профессор Кацудзо Ниши при создании книги «Системы здоровья Ниши» опирался, в частности, на книгу Каминского.
- На Украине возрождением научного наследия Каминского занималась Мария Кроник-Прокофьева.
- Исследователем наследия Каминского в Буче является Михаил Васильевич Тюменцев.
- Внучка Каминского, Елизавета Петровна Шамбранская, проживает во Львове.
- В 2006 года в Киеве вышло репринтное издание «Друг здравия».
- В городе возродился кабинет лечения по методике профессора Каминского, действуют клубы здоровья, которые пропагандируют учение.
- Научное наследие Каминского развивает врач-физиотерапевт Сергей Коломиец.

### Памятные знаки
- На здании бывшей водолечебницы Каминского в Киеве (ул. Саксаганского, 20) установлена мемориальная таблица[1].
- Мемориальную таблицу установлено также на бывшем доме Каминского в Буче, одна из улиц города названа его именем. Здесь сохранились водолечебница и колодец Каминского, создан музей ученого[2].